# Phlyctaenopyga
La flictenopiga (gen. Phlyctaenopyga) è un mammifero cingolato estinto, appartenente ai gliptodonti. Visse tra il Miocene superiore e il Pliocene inferiore (circa 8 - 4 milioni di anni fa) e i suoi resti fossili sono stati ritrovati in Sudamerica.

## Descrizione
Come tutti i gliptodonti, anche questo animale era dotato di un robusto carapace formato da placche ossee fuse fra loro, che ricopriva gran parte del corpo. Phlyctaenopyga era un gliptodonte di taglia media, e solitamente poteva superare i due metri di lunghezza. Il carapace era costituito da osteodermi con una figura centrale circondata generalmente da due o tre file di figure periferiche; la seconda fila era completa solo in alcuni osteodermi nella specie Phlyctaenopyga ameghini, mentre la terza fila era sempre incompleta. La figura centrale degli osteodermi era molto convessa e sporgente, quasi emisferica. Il cranio, inoltre, era molto corto e largo, soprattutto nella regione del muso. Le placche che proteggevano la regione della testa erano praticamente prive di ornamentazione.

## Classificazione
Il genere Phlyctaenopyga venne istituito nel 1944 da Cabrera, per accogliere una specie di gliptodonte del Miocene superiore precedentemente ascritta al genere Plohophorus (P. ameghini). Lo stesso Cabrera indicò la possibile appartenenza al genere Phlyctaenopyga di un'altra specie, descritta in precedenza come Nopachthus trouessarti. Studi successivi hanno confermato l'esistenza di queste due specie di Phlyctaenopyga (P. ameghini e P. trouessarti), distinte principalmente per dettagli degli osteodermi. 
Phlyctaenopyga è un membro dei gliptodonti, un gruppo di mammiferi cingolati affini agli armadilli attuali e dotati di un carapace rigido. Phlyctaenopyga, in particolare, sembra essere stato vicino ai generi Nopachthus e Plohophorus, nel gruppo degli Sclerocalyptini (=Hoplophorini).